# Dioctria rufa
Dioctria rufa là một loài ruồi trong họ Asilidae. Dioctria rufa được Strobl miêu tả năm 1906. Loài này phân bố ở vùng Cổ Bắc giới.